# لطف‌الله کیاشمشکی
لطف‌الله کیاشمشکی، اسکی‌باز اهل ایران بود که در ۳ دوره از بازی‌های المپیک زمستانی شرکت کرد. او در تیر ماه ۱۴۰۲ درگذشت.
کیاشمشکی اولین بار در المپیک زمستانی ۱۹۶۴ اینسبروک اتریش، شرکت کرد. این دومین دوره از بازی‌های المپیک زمستانی بود که ایران در آن شرکت می‌کرد. کیاشمشکی در رشته‌های مارپیچ کوچک، مارپیچ بزرگ و اسکی سرعت به مصاف حریفان خود رفت. او در مارپیچ بزرگ در رتبه ۶۰ و در اسکی سرعت در رتبه ۶۵ جدول رده‌بندی قرار گرفت.
سپس در المپیک زمستانی ۱۹۶۸ در گرونوبل فرانسه نیز در همین سه رشته شرکت نمود و در مارپیچ بزرگ در رتبه ۷۱ و در اسکی سرعت در رتبه ۶۶ جدول رده‌بندی قرار گرفت.
لطف‌الله کیاشمشکی برای سومین بار در بازی‌های المپیک زمستانی ۱۹۷۲ در سه رشته فوق شرکت و نتایج زیر را کسب کرد: رتبه ۳۳ مارپیچ کوچک و رتبه ۵۵ اسکی سرعت.